# Hypolobocera steindachneri
Hypolobocera steindachneri is een krabbensoort uit de familie van de Pseudothelphusidae. De wetenschappelijke naam van de soort is voor het eerst geldig gepubliceerd in 1968 door Pretzmann.